# Pedra del sol

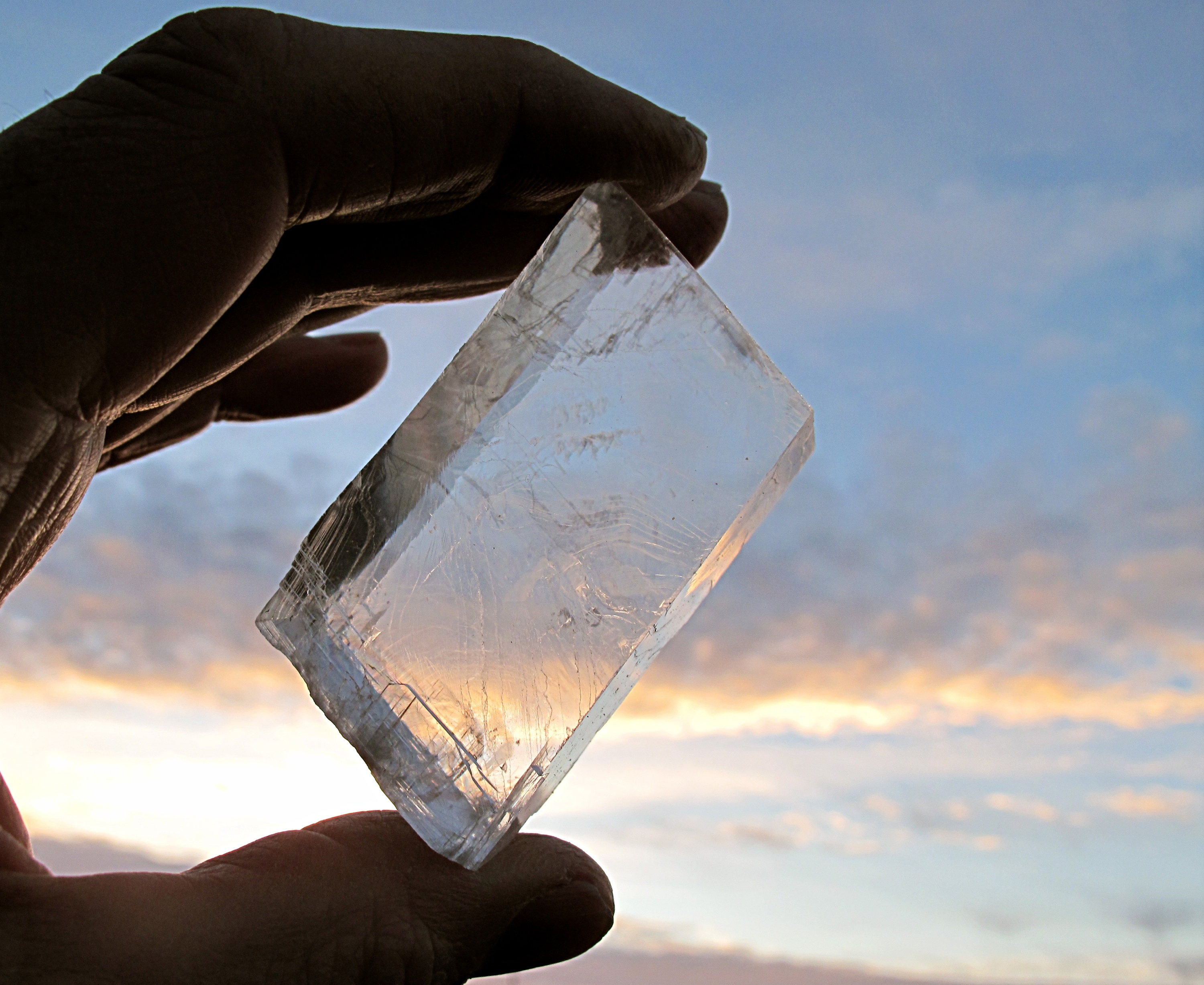
L'espat d'Islàndia, possiblement la pedra solar medieval islandesa utilitzada per localitzar el sol al cel quan desapareix de la vista.

La pedra del sol o pedra solar, en islandès: solarsteinn, és un tipus de mineral testimoniat en diverses fonts escrites dels segles XIII i XIV a Islàndia, una de les quals descriu el seu ús per localitzar el sol en un cel completament ennuvolat. Les pedres del sol també s'esmenten als inventaris de diverses esglésies i un monestir a Islàndia i Alemanya dels segles XIV al XV.
Existeix una teoria que la pedra solar tenia atributs polaritzadors i va ser utilitzada com a instrument de navegació per la gent de mar a l'era dels vikings. Una pedra trobada l'any 2013 davant d'Alderney, al naufragi d'un vaixell de guerra del segle xvi, pot donar proves de l'existència de pedres solars com a dispositius de navegació.

## Caràcter al·legòric dels textos medievals
Dos dels textos medievals originals sobre la pedra solar són al·legòrics. La saga de Hrafn Sveinbjarnarsonar conté una explosió de material purament al·legòric associat amb l'assassinat d'Hrafn. Això implica una visió celeste amb tres cavallers altament cosmològics, recordant els genets de l' Apocalipsi. S'ha suggerit que els genets de la saga Hrafn contenen al·lusions al·legòriques al solstici d'hivern i els quatre elements com a presagi de la mort d'Hrafn, on també apareix la pedra solar.
"Rauðúlfs þáttr", un conte de Sant Olav, i l'única font medieval que esmenta com s'utilitzava la pedra solar, és una obra completament al·legòrica. Una casa rodona i giratòria visitada per Olav ha estat interpretada com un model del cosmos i de l'ànima humana, així com una prefiguració de l'Església. La intenció de l'autor era aconseguir una apoteosi de Sant Olav, a través de col·locar-lo a la seu simbòlica de Crist.
 La casa pertany al gènere de les "morades del sol", que semblava molt estès a la literatura medieval. Sant Olav va utilitzar la pedra del sol per confirmar l'habilitat de calcular el temps del seu amfitrió just després de sortir d'aquesta casa al·legòrica. Va aixecar la pedra del sol contra el cel nevat i completament tapat i va observar on s'emetia llum (les paraules islandeses utilitzades no aclareixen si la llum era reflectida per la pedra, emesa per ella o transmesa a través d'ella). S'ha suggerit que a "Rauðúlfs þáttr" la pedra solar s'utilitzava com a símbol de la Verge, seguint una tradició molt estesa en la qual es compara el naixement verge de Crist amb el vidre que deixa passar un raig de sol.
Les al·legories dels textos esmentats exploten el valor simbòlic de la pedra del sol, però els inventaris de l'església i dels monàstics, tanmateix, mostren que una cosa anomenada pedres solars sí que existia com a objectes físics a Islàndia. La presència de la pedra solar a "Rauðúlfs þáttr" pot ser completament simbòlica però el seu ús es descriu amb prou detall com per demostrar que la idea d'utilitzar una pedra per trobar la posició del sol en condicions ennuvolades era habitual.

## Possibilitat de pedres solars per orientació i navegació
L'arqueòleg danès Thorkild Ramskou va plantejar que la "pedra del sol" podria haver estat un dels minerals (cordierita o espat d'Islàndia) que polaritza la llum i mitjançant el qual es pot determinar l'azimut del sol en un cel parcialment ennuvolat o quan el sol està just per sota del horitzó. El principi és utilitzat per molts animals; i els vols polars van aplicar la idea abans que es pogués disposar de tècniques més avançades. Ramskou va conjecturar a més que l'espat d'Islàndia podria haver ajudat a la navegació a mar obert durant el període viking. Aquesta idea s'ha fet molt popular, i la investigació sobre com es podria utilitzar una "pedra del sol" en la navegació nàutica continua, sovint en el context del disc Uunartoq .
La investigació realitzada el 2011 per Ropars et al., confirma que es pot identificar la direcció del sol en uns pocs graus tant en condicions de núvol com de crepuscle utilitzant l'espat d'Islàndia i a simple vista. El procés consisteix a moure la pedra a través del camp visual per revelar un patró entòptic groc a la fòvea de l'ull. Alternativament, es pot col·locar un punt a sobre del cristall de manera que quan el mireu des de baix, apareguin dos punts, perquè la llum es “despolaritza” i es fractura en diferents eixos. Aleshores es pot girar el cristall fins que els dos punts tinguin la mateixa lluminositat. L'angle de la cara superior ara dona la direcció del sol. Els intents de replicar aquest treball tant a Escòcia com a les costes de Turquia pel periodista científic Matt Kaplan i els mineralogistes del British Geological Survey el 2014 van fracassar. Kaplan es va comunicar àmpliament amb Ropars, i cap dels dos va poder entendre per què les mostres d'espat d'Islàndia que s'estaven utilitzant durant les proves no van revelar la direcció del sol.
La recuperació d'un tros d'espat d'Islàndia d'un vaixell isabelí que es va enfonsar prop d'Alderney el 1592 suggereix la possibilitat que aquesta tecnologia de navegació hagi persistit després de la invenció de la brúixola magnètica. Tot i que la pedra es va considerar com un instrument de navegació, el seu principi continua sent incert.
Més enllà de la navegació nàutica, un cristall polaritzador hauria estat útil com a rellotge de sol, especialment a latituds altes amb hores de crepuscle prolongades, en zones muntanyoses o en condicions parcialment ennuvolades. Això hauria requerit que el cristall polaritzador s'utilitzi conjuntament amb punts de referència coneguts. Esglésies i monestirs haurien valorat aquest objecte com una ajuda per al seguiment de les hores canòniques.
Un equip hongarès va proposar que un artefacte de brúixola solar amb cristalls també podria haver permès als vikings guiar els seus vaixells a la nit. Un tipus de cristall que van anomenar pedra solar pot utilitzar la llum solar dispersa des de sota l'horitzó com a guia. El que suggereixen és que els cristalls d'espat d'Islàndia es van utilitzar en combinació amb el pinzell de Haidinger. Si és així, els vikings podrien haver-los utilitzat a les latituds del nord on mai no es fa completament fosc a l'estiu. A les zones de desviació magnètica confusa (com la costa de Labrador), una pedra solar podria haver estat una guia més fiable que una brúixola magnètica.